# 马黑木二世
马黑木二世（II. Mahmud，?—?），西喀喇汗国第13代汗，穆罕默德·本·蘇來曼的第三子。西喀喇汗国是塞尔柱王朝的附庸，1132年，哈桑·克雷奇·桃花石汗之后，马黑木二世被立为西喀喇汗。1141年，西辽皇帝耶律大石在卡特万之战大败塞尔柱王朝，马黑木和塞尔柱苏丹逃走，从此，西喀喇汗国成为西辽的属国。
| 前任： 哈桑·克雷奇·桃花石汗 | 西喀喇汗国可汗 1132年—1141年 | 繼任： 伊卜拉欣三世 |